# マッシモ・フランチオーザ
マッシモ・フランチオーザ（Massimo Franciosa, 1924年7月23日 - 1998年3月30日）は、イタリアの脚本家、映画監督である。「イタリア式コメディ」の脚本家として知られる。

## 来歴・人物
1924年7月23日、イタリアの首都ローマで生まれる。
1955年、マウロ・ボロニーニ監督の映画『Gli innamorati』の共同脚本に参加し、脚本家としてデビューする。同作以降、ほとんどすべての作品をパスクァーレ・フェスタ・カンパニーレと共同執筆している。1958年、マウロ・ボロニーニ監督の『若い夫たち』で第11回カンヌ国際映画祭脚本賞を受賞する。初期のディーノ・リージ、あるいはルキノ・ヴィスコンティ監督の『若者のすべて』（1960年）と『山猫』（1963年）の脚本に参加する。1963年、「イタリア式コメディ」の傑作、マルコ・フェレーリ監督の『女王蜂』の共同脚本に参加する。またナンニ・ロイ監督の1961年製作の作品『祖国は誰のものぞ』で、1964年の第37回アカデミー賞アカデミー脚本賞にノミネートされている。
1963年、盟友パスクァーレ・フェスタ・カンパニーレ監督と共同で『つかの間の恋心』を演出し、映画監督としてデビューする。しばらくカンパニーレと共同監督をつづけたが、1971年、ソロで監督した『Per amore o per forza』以来、監督業はやめて脚本に専念した。9本の監督作がある。
1998年3月30日、ローマで心臓発作により死去。73歳没。70本におよぶ脚本を書いた。遺作はトニーノ・チェルヴィ監督のテレビ映画『Butterfly』（1995年）の脚本であった。

## フィルモグラフィ
本人はクレジット以外は基本的に脚本のみ
- Gli innamorati　1955年　監督・共同脚本マウロ・ボロニーニ、共同脚本パスクァーレ・フェスタ・カンパニーレ、ジュゼッペ・マンジョーネ、音楽カルロ・ルスティケッリ、主演アントネラ・ルアルディ
- 若い夫たち Giovani mariti　1958年　監督・共同脚本マウロ・ボロニーニ、共同脚本ピエル・パオロ・パゾリーニ、パスクァーレ・フェスタ・カンパニーレ、音楽ニーノ・ロータ　※第11回カンヌ国際映画祭脚本賞受賞
- 貧しいが美しい男たち Poveri ma belli　1957年　監督・共同脚本ディーノ・リージ、共同脚本パスクァーレ・フェスタ・カンパニーレ、音楽ジョルジョ・ファボール、ピエロ・ピッチオーニ、主演アレッサンドラ・パナーロ、レナート・サルヴァトーリ
- ベニスと月とあなた Venezia, la luna e tu　1958年　監督・共同脚本ディーノ・リージ、共同脚本パスクァーレ・フェスタ・カンパニーレ、音楽レリオ・ルタッツィ、主演アルベルト・ソルディ、マリサ・アラシーオ
- みんなが恋してる Tutti Innamorati　1958年　原案・脚本　監督ジュゼッペ・オルランディーニ、原案・共同脚本パスクァーレ・フェスタ・カンパニーレ、共同脚本フランコ・ロッシ、ウーゴ・グエッラ、ジョルジョ・プロスペリ、音楽アレッサンドロ・チコニーニ、主演ジャクリーヌ・ササール、マルチェロ・マストロヤンニ
- 女は選ぶ権利がある Il magistrato　1959年　監督ルイジ・ザンパ、共同脚本パスクァーレ・フェスタ・カンパニーレ、音楽レンツォ・ロッセリーニ、主演ジャクリーヌ・ササール、クラウディア・カルディナーレ
- 若者のすべて Rocco e i suoi Fratelli　1960年　監督・原案・共同脚本ルキノ・ヴィスコンティ、原作ジョヴァンニ・テストーリ、原案ヴァスコ・プラトリーニ、共同脚本スーゾ・チェッキ・ダミーコ、パスクァーレ・フェスタ・カンパニーレ、エンリコ・メディオーリ、音楽ニーノ・ロータ、主演アラン・ドロン、アニー・ジラルド、レナート・サルヴァトーリ、クラウディア・カルディナーレ、ニーノ・カステルヌオーヴォ
- 潜行突撃隊 La Donna che venne dal mare　1960年　監督・共同脚本フランチェスコ・デ・ロベルティス、共同脚本パスクァーレ・フェスタ・カンパニーレ、音楽ピエロ・ピッチオーニ、主演ヴィットリオ・デ・シーカ
- ビアンカ La Viaccia　1961年　監督マウロ・ボロニーニ、原作マリオ・プラテシ、共同脚本パスクァーレ・フェスタ・カンパニーレ、ヴァスコ・プラトリーニ、音楽ピエロ・ピッチオーニ、製作アルフレード・ビニ、主演ジャン＝ポール・ベルモンド、クラウディア・カルディナーレ、ピエトロ・ジェルミ
- 祖国は誰のものぞ Le quattro giornate di Napoli　1961年　監督・共同脚本ナンニ・ロイ、共同脚本パスクァーレ・フェスタ・カンパニーレ、ヴァスコ・プラトリーニ、カルロ・ベナリ、音楽カルロ・ルスティケッリ、主演レジーナ・ビアンキ、ジャン・マリア・ヴォロンテ、ニーノ・カステルヌオーヴォ　※第37回アカデミー賞アカデミー脚本賞にノミネート
- 性の実話暴露 In Italia si chiama amore　ドキュメンタリー　1962年　監督・共同脚本ヴィルジリオ・サベル、共同脚本パスクァーレ・フェスタ・カンパニーレ、ルイジ・マーニ、音楽アルマンド・トロヴァヨーリ、出演ニーノ・マンフレディ
- 山猫 Il Gattopardo　1963年　監督・共同脚本ルキノ・ヴィスコンティ、共同脚本パスクァーレ・フェスタ・カンパニーレ、スーゾ・チェッキ・ダミーコ、エンリコ・メディオーリ、撮影ジュゼッペ・ロトゥンノ、音楽ニーノ・ロータ、主演バート・ランカスター、アラン・ドロン、クラウディア・カルディナーレ、ジュリアーノ・ジェンマ
- 女王蜂 Una storia moderna: l'ape regina　1963年　脚本協力　監督・共同脚本マルコ・フェレーリ、原案ゴッフレード・パリーゼ、脚本ラファエル・アズコーナ、脚本協力ディエゴ・ファッブリ、パスクァーレ・フェスタ・カンパニーレ、音楽テオ・ウズエリ、出演ウーゴ・トニャッツィ、マリナ・ヴラディ

監督デビュー以降
- つかの間の恋心 Un Tentativo sentimentale　1963年　監督・脚本　共同監督パスクァーレ・フェスタ・カンパニーレ、共同脚本エリオ・バルトリーニ、ルイジ・マーニ、音楽ピエロ・ピッチオーニ、主演フランソワーズ・プレヴォー（フランス語版）、ジャン＝マルク・ボリー　※監督デビュー作
- 愛してご免なさい Tre notti d'amore　オムニバス　1964年　監督レナート・カステラーニ、ルイジ・コメンチーニ、フランコ・ロッシ、共同脚本マルチェロ・フォンダート、フランコ・カステラーノ、音楽ジョヴァンニ・フスコ、ピエロ・ピッチオーニ、カルロ・ルスティケッリ、主演カトリーヌ・スパーク、レナート・サルヴァトーリ、アドルフォ・チェリ
- Le voci bianche　監督・脚本　共同監督パスクァーレ・フェスタ・カンパニーレ、共同脚本ルイジ・マーニ、音楽ジーノ・マリヌッツィ・ジュニア、主演サンドラ・ミーロ、アヌーク・エーメ
- エル・グレコ El Greco　1966年　監督・共同脚本ルチアーノ・サルチェ、共同脚本ガイ・エルムズ、ルイジ・マーニ、音楽レオニーダ・バルボーニ、主演メル・ファーラー、フランコ・ジャコビニ、アドルフォ・チェリ
- 女と将軍 La Ragazza e il generale　1967年　原作　監督・原作・共同脚本パスクァーレ・フェスタ・カンパニーレ、共同脚本ルイジ・マレルバ、音楽エンニオ・モリコーネ、製作カルロ・ポンティ、主演ロッド・スタイガー、ヴィルナ・リージ
- 恥辱 La stagione dei sensi　1969年　監督　共同脚本バルバラ・アルベルティ、ダリオ・アルジェント、フランコ・フェラーリ、ペーター・キンツェル、音楽エンニオ・モリコーネ、ウド・キアー、ラウラ・ベリ
- Per amore o per forza　1971年　監督・脚本　共同脚本ジャンフランコ・バッティスティーニ、フランコ・フェラーリ、ルシール・ラークス、音楽アウグスト・マルテッリ、主演ミシェル・メルシエ

脚本専念期
- L'emigrante　1973年　監督・共同脚本パスクァーレ・フェスタ・カンパニーレ、共同脚本サバティーノ・チウフィーニ、カステラーノ＝ピポロ、ルイザ・モンタニャーナ、ルチアーノ・ヴィンチェンツォーニ、音楽カルロ・ルスティケッリ、主演アドリアーノ・チェレンターノ、クラウディア・モーリ
- スパズモ Spasmo　1974年　監督・共同脚本ウンベルト・レンツィ、共同脚本ルイザ・モンタニャーナ、音楽エンニオ・モリコーネ、主演スージー・ケンドール、ロベルト・ホフマン
- 虹をわたる風船 Il venditore di palloncini　1974年　監督マリオ・ガリアッツォ、共同脚本ルイザ・モンタニャーナ、音楽ステルヴィオ・チプリアーニ、主演レナート・チェスティエ
- 旅路 Il viaggio　1974年　監督ヴィットリオ・デ・シーカ、共同脚本ルイザ・モンタニャーナ、ディエゴ・ファッブリ、音楽マヌエル・デ・シーカ、主演ソフィア・ローレン、リチャード・バートン
- 薔薇の貴婦人 La venexiana　1984年　監督・共同脚本マウロ・ボロニーニ、音楽エンニオ・モリコーネ、主演ラウラ・アントネッリ
- Riflessi in un cielo scuro　1991年　監督・共同脚本サルヴァトーレ・マイラ、共同脚本ルイザ・モンタニャーナ、主演フランソワーズ・ファビアン
- Butterfly　テレビ映画　1995年　監督・共同脚本トニーノ・チェルヴィ、共同脚本チェザーレ・フルゴーニ、ダルダーノ・サチェッティ、音楽ヴィンチェ・テンペラ　※遺作

## 関連事項
- イタリア式コメディ

## 註
1. ↑  IMDbのMassimo Franciosa - awardsを参照。